# Suché Brezovo
Suché Brezovo és un poble i municipi d'Eslovàquia. Es troba a la regió de Banská Bystrica.

## Història
La primera menció escrita de la vila es remunta al 1573.

## Demografia
| Godina             | 1994 | 2004    | 2014    | 2024    |
| ------------------ | ---- | ------- | ------- | ------- |
| Nombre de persones | 138  | 122     | 101     | 77      |
| Diferència         |      | −11,59% | −17,21% | −23,76% |

| Godina             | 2023 | 2024   |
| ------------------ | ---- | ------ |
| Nombre de persones | 78   | 77     |
| Diferència         |      | −1,28% |